# Gomphillus
Gomphillus — рід лишайників родини Gomphillaceae. Назва вперше опублікована 1855 року.